# Norrländska mästerskapet i fotboll 1953
Norrländska mästerskapet i fotboll 1953 vanns av Fagerviks GF, som besegrade Lycksele IF med 3–1 inför 3 287 åskådare i Sundsvall. Detta var det sista norrländska mästerskapet i fotboll. Från säsongen 1953/1954 tilläts klubbar i hela Norrland att delta med lag i Sveriges näst högsta division i fotboll.

## Final
- 14 juni 1953: Fagerviks GF–Lycksele IF 3–1